# Kawann Short
Kawann Arcell Short (2 febbraio 1989) è un ex giocatore di football americano statunitense che ha giocato nel ruolo di defensive tackle per tutta la carriera con i Carolina Panthers nella National Football League (NFL). Fu scelto nel corso del secondo giro (44º assoluto) del Draft NFL 2013 dai Panthers. Al college ha giocato a football all’Università Purdue.

## Carriera professionistica

### Carolina Panthers
Short era considerato uno dei migliori defensive tackle selezionabili nel Draft NFL 2013 e fu scelto nel corso del secondo giro dai Carolina Panthers. Il 22 maggio firmò il proprio contratto coi Panthers. Debuttò come professionista nella settimana 1 contro i Seattle Seahawks e il suo primo sack lo mise a segno nella settimana 3 su Eli Manning dei New York Giants. La sua stagione da rookie si concluse con 30 tackle, 1,5 sack e un fumble forzato disputando tutte le 16 partite, nessuna delle quali come titolare.
Il 3 gennaio 2015, Short contribuì alla prima vittoria della franchigia nei playoff dal 2005 contro gli Arizona Cardinals mettendo a segno un sack su Ryan Lindley. La sua seconda annata si chiuse disputando ancora tutte le 16 gare (9 come titolare), con 39 tackle e 3,5 sack.
Nel sesto turno della stagione 2015 vinto in casa dei Seahawks, Short mise a segno 5 tackle, 2 sack e un passaggio deviato, venendo premiato come miglior difensore della NFC della settimana. Sette giorni dopo fece registrare un primato personale di 3 sack nella vittoria sui Philadelphia Eagles. A fine ottobre fu premiato come difensore della NFC del mese, riconoscimento che ottenne anche a dicembre, in cui mise a segno 5 sack in cinque partite e forzò due fumble nella settimana 14 contro i Falcons. Al termine stagione fu convocato per il primo Pro Bowl in carriera ed inserito nel Second-team All-Pro. Nel secondo turno di playoff, Short mise a segno un sack su Russell Wilson nella vittoria sui Seattle Seahawks che riportò i Panthers in finale di conference dopo dieci anni. Il 7 febbraio 2016 partì come titolare nel Super Bowl 50, dove i Panthers furono sconfitti per 24-10 dai Denver Broncos.
Nel 2018 Short fu convocato per il suo secondo Pro Bowl al posto di Aaron Donald impegnato nel Super Bowl LIII dopo avere messo a segno 42 tackle e 3 sack.

## Palmarès

### Franchigia
- National Football Conference Championship: 1

Carolina Panthers: 2015

### Individuale
- Convocazioni al Pro Bowl: 2

2015, 2018
- Second-team All-Pro: 1

2015
- Difensore della NFC del mese: 2

ottobre e dicembre 2015
- Difensore della NFC della settimana: 1

6ª del 2015
- PFWA All-Rookie Team - 2013